# Kreditservicing
Kreditservicing (englisch Loan Servicing) ist der Anglizismus für eine Dienstleistung von Finanzdienstleistungsinstituten, die die Kreditbearbeitung und Verwaltung von Krediten aller Art für Kreditinstitute übernehmen.

## Allgemeines
Dienstleistungsunternehmen dieser Art heißen (Kredit-)Servicer, sie erhalten den Auftrag durch ein Kreditinstitut. Der Servicer übernimmt kein Kreditrisiko, denn es verbleibt in der Bankbilanz des Auftraggebers. Der Servicer ist ein vom Auftraggeber unabhängiges Unternehmen, das insbesondere nicht zum Bankkonzern des Auftraggebers gehört. Das unterscheidet den Kreditservicer von der Kreditfabrik, die ein konzerneigenes Unternehmen ist. Der Servicer ist rechtlich nur dann ein Finanzdienstleistungsinstitut, wenn es nach § 1 Abs. 1a Nr. 3 KWG die Finanzportfolioverwaltung übernimmt und dabei einen Entscheidungsspielraum (etwa bei Kreditentscheidungen) besitzt („echte Vermögensverwaltung“). Werden hingegen die Entscheidungen vom Auftraggeber vorgegeben und insoweit dem Kreditservicer keinerlei Beurteilungsspielraum verbleibt, ist eine Banklizenz nach § 32 Abs. 1 KWG nicht erforderlich.

## Aufgaben
Der Servicer kann bereits die Auswertung des Kreditantrags und der Kreditunterlagen der Bankkunden übernehmen. Auch die nachfolgenden ablauforganisatorischen Arbeitsprozesse wie Kreditwürdigkeitsprüfung, Kreditanalyse, Kreditscoring oder Rating, Kreditentscheidung, Kreditvertrag, Hereinnähme von Kreditsicherheiten, Kreditauszahlung und Kreditüberwachung können vom Kreditservicer übernommen werden. Ebenso kann der Servicer die Aufgabe wahrnehmen, ganze Kreditportfolien zu verwalten, das Meldewesen durchzuführen, Risikomanagement und Risikocontrolling zu übernehmen, Kreditforderungen (Transferable Loan Facilities) an Dritte zu verkaufen, durch Verbriefung der Kredite Asset Backed Securities auf dem Sekundärmarkt zu veräußern oder Mahnwesen und notleidende Kredite abzuwickeln.

## Bankenaufsichtsrechtliche Regelung
Eine Auslagerung der Kreditbearbeitung auf einen Kreditservicer ist in den Grenzen des § 25b Abs. 1 KWG bankenaufsichtsrechtlich möglich. Die Auslagerung darf weder die Ordnungsmäßigkeit dieser Geschäfte und Dienstleistungen noch die Geschäftsorganisation im Sinne des § 25a Abs. 1 KWG beim Auftraggeber beeinträchtigen. Ferner muss die Gesamtverantwortung der Geschäftsleiter des auslagernden Instituts erhalten bleiben und deren Steuerungs- und Kontrollmöglichkeiten dürfen hierdurch nicht beeinträchtigt werden. Werden neben der technischen Kreditabwicklung auch Entscheidungsbefugnisse vom auslagernden Institut auf den Servicer im Wege der Stellvertretung übertragen, sind vom auslagernden Institut genau vorherbestimmbare und nachprüfbare objektive Beurteilungs- und Ergebnisfindungskriterien hinsichtlich der Entscheidung vorzugeben, so dass dem Auslagerungsunternehmen insoweit keinerlei Beurteilungsspielraum verbleibt. Hierdurch wird sichergestellt, dass es sich bei der faktisch von Kreditservicer getroffenen Entscheidung rechtlich um eine solche des auslagernden Kreditinstituts handelt.

## Bekannte Kreditservicer
Die konsequente Umsetzung des Konzepts einer Kreditfabrik führt zu Kostenvorteilen gegenüber den klassischen Filialbanken aus dem Sparkassen- und Genossenschaftsbereich, wo die Cost-Income-Ratios in der Regel oberhalb der 60 %-Grenze beginnen. Zu dieser konsequenten Ausrichtung auf Kosteneffizienz gehört auch ein Marktauftritt mit einem stark fokussierten Produktangebot.
Die Hypotheken Management GmbH wurde 1999 gegründet und gehörte damals zu den größten Anbietern von Kredit-Processing-Services auf dem Drittmarkt im deutschsprachigen Raum. 2016 wurde sie von der LOANCOS-Gruppe übernommen. Diese ist heute die größte unabhängige Kreditplattform zum Aufbau und Management von Immobilienkreditbeständen in Deutschland. 
Die im Juni 2011 in Berlin gegründete S-Kreditpartner GmbH gehört zur Sparkassen-Finanzgruppe und ist Kreditservicer für Konsumkredite und Autokredite. Die Portigon Financial Services GmbH als ehemalige Tochtergesellschaft der Portigon AG wurde im Januar 2014 als Kreditservicer gegründet und führt diese Aufgaben für die Erste Abwicklungsanstalt durch, zu der sie seit März 2016 gehört.